# Relations entre le Japon et le Venezuela
Les Relations entre le Japon et le Venezuela désignent les relations internationales entre le Japon et le Venezuela. Des relations diplomatiques officielles entre les deux pays ont été établies en août 1938. Le Venezuela a rompu les liens diplomatiques avec le Japon (et avec les autres puissances de l'Axe) en décembre 1941, peu de temps après l'attaque japonaise contre Pearl Harbor.
En 1999, le Président vénézuélien Hugo Chávez a fait un voyage de trois jours au Japon.
Les banques japonaises Marubeni et Mitsui ont prêté au Venezuela 3,5 milliards $US en 2007 à rembourser en pétrole. La banque du Japon pour la coopération internationale a prêté 1,89 milliard $US pour soutenir les banques.
Le Japon a importé l'équivalent de 1 milliard $US de marchandises du Venezuela en 2008, principalement de l'aluminium, du minerai de fer et du cacao.
Hugo Chavez a fait un autre voyage de deux jours en 2009, où il a rencontré le premier ministre du Japon Taro Aso. Pendant le voyage, ils ont accepté de coopérer aux développements de pétrole et de gaz et de former un comité pour étudier le financement du développement et de l'exploration. Le Japon et le Venezuela ont signé une douzaine d'autres accords pendant la visite de Chavez.
Le 23 décembre 2009, Chavez a menacé d'exproprier l'usine locale de Toyota.

### Sources
- (en) Mari Yamaguchi, « Japanese, Venezuelan leaders agree to deepen ties », Yahoo News, 6 avril 2009
- (en) Kim Chang-Ran, « Japan, Venezuela sign broad oil, gas cooperation », Reuters UK, 6 avril 2009
- (en) « Venezuela Breaks With Axis Regimes; Move Hailed as Evidence of Nation's Faithfulness to American Obligations Brazil Reaffirms Stand Vargas Declares All Doubts Were Resolved by Attack on the United States », New York Times,‎ 1er janvier 1942 (lire en ligne)
- (en) « Japan: Venezuelan President Chavez arrives for three-day visit », Kyodo News Service, Tokyo, 13 octobre 1999